# Olympisch Stadion (Phnom Penh)
Het Olympisch Stadion van Phnom Penh is een stadion in de hoofdstad Phnom Penh van Cambodja. Het stadion heeft een capaciteit van 70.000 toeschouwers. Het is ontworpen door architect Vann Molyvann en gebouwd in 1964. Het grootste gedeelte van de Cambodjaanse voetbalclubs speelt hier zijn wedstrijden, maar er is ook een vijftigmeterzwembad en een indoor volleybalveld. In 2007 werd daar het wereldkampioenschap volleybal voor gehandicapten gehouden. Ook worden er nog andere activiteiten georganiseerd.